# Hydnopolyporus
Hydnopolyporus is een geslacht van schimmels behorend tot de familie Irpicaceae. Het geslacht werd beschreven door de Engelse mycoloog Derek Reid en in 1962 geldig gepubliceerd.

## Soorten
Volgens Index Fungorum telt het geslacht een soort (september 2023):
| Soortnaam               | Auteur(s)          | Publicatiejaar |
| ----------------------- | ------------------ | -------------- |
| Hydnopolyporus palmatus | (Hook.) O. Fidalgo | 1963           |